# 鎌田正
鎌田 正（かまた ただし、1911年(明治44年)1月7日 - 2008年(平成20年)6月13日）は、日本の漢文学者。東京教育大学名誉教授。

## 生涯
福島県（相馬市馬場野）の渡部（わたのべ）家に生まれ鎌田家へ養子に入る。1937年東京文理科大学漢文学科卒、助手、諸橋轍次に師事。1938年東京高等師範学校教諭、1945年教授、1949年東京教育大学助教授、1957年教授、1961年「左伝の成立と其の展開」で東京教育大学文学博士。1974年定年退官、名誉教授、東洋学術研究所長、東京成徳短期大学副学長。1983年勲三等旭日中綬章受勲。『大漢和辞典』の修訂版および、姉妹編たる『広漢和辞典』を米山寅太郎とともに編纂した。
2001年秋山虔、米山寅太郎とともに宮内庁の委嘱を受け、皇太子徳仁親王の長女・敬宮愛子内親王の名前、御称号案を天皇に上申した「勘進者」となった。2008年6月13日、虚血性心不全のため97歳で死去。

### 親族
弟に渡部信（まこと）（財務省財務局関東財務局長、アメリカンファミリー生命保険会社初代日本代表）、甥に渡部忍（医学博士、青森県農村医学会会長、日本農村医学会会長、日本警察医会会長）、大甥に渡部肇（医学博士、国際医療福祉大学教授、スイス・ローザンヌ大学医学部客員教授、公益財団法人震災復興支援放射能対策研究所顧問）がいる。

## 著書
- 『左伝の成立と其の展開』大修館書店、1963
- 『解明漢文』文英堂 シグマ・ベスト、1965
- 『春秋左氏伝』明徳出版社 中国古典新書、1968
- 『新釈漢文大系 春秋左氏伝』明治書院（全4巻）、1971-1981。全注解
- 『大漢和辞典と我が九十年』大修館書店、2001
- 『声で読む論語・孟子』學燈社、2007

### 共編著
- 『漢文読本 入門篇』中西清、小林信明、尾関富太郎、大木春基、牛島徳次、鈴木修次共編 大修館書店、1951
- 『高等漢文 巻1』中西清、小林信明、尾関富太郎、大木春基、牛島徳次、鈴木修次共編 大修館書店、1952
- 『漢文教育の理論と指導』編 大修館書店、1972
- 『諸橋轍次著作集』全10巻 米山寅太郎共編 大修館書店、1976-1977
- 諸橋轍次『新漢和辞典』米山寅太郎共著 大修館書店、1977、新訂版2002ほか
- 『文英堂学習漢字辞典』編 文英堂、1979
- 『漢詩名句辞典』米山寅太郎共著 大修館書店、1980
- 諸橋轍次『大漢和辞典』全12巻 修訂版 米山寅太郎共修訂 大修館書店、1984-1985
- 諸橋轍次『広漢和辞典』全4巻 米山寅太郎共著 大修館書店、1987
- 『漢語林』米山寅太郎共著 大修館書店、1987
- 『くわしい小学漢字辞典 シグマベスト』編 文英堂、1987
- 『故事成語名言大辞典』米山寅太郎共著 大修館書店、1988
- 『大漢語林』米山寅太郎共著 大修館書店、1992
- 『大漢語林語彙総覧』米山寅太郎共著 大修館書店、1993
- 『漢文名言辞典』米山寅太郎共著 大修館書店、1995
- 『大漢和辞典 補巻』米山寅太郎共編 大修館書店、2000
- 『大修館 漢語新辞典』米山寅太郎共著 大修館書店、2001
- 『新漢語林』米山寅太郎共著 大修館書店、2004、新訂版2011ほか